# 卜源善
卜源善，益都人，明朝政治人物。
元末曾任知州。明洪武元年（1368年），擔任明朝直隶常州府宜興縣首任知縣，后由謝德清接任知縣。